# Klas Ingesson
Klas Ingesson (* 20. August 1968 in Ödeshög; † 29. Oktober 2014 ebenda) war ein schwedischer Fußballspieler und -trainer. Der Mittelfeldspieler nahm mit der schwedischen Nationalmannschaft an zwei Welt- und einer Europameisterschaftsendrunde teil und erzielte zwischen 1989 und 1998 in 57 Länderspielen 13 Tore. Nach seinem Karrierebeginn in der Allsvenskan bei IFK Göteborg spielte er als Fußballprofi in Belgien, den Niederlanden, England, Italien und Frankreich. Als Trainer von IF Elfsborg gewann er den schwedischen Landespokal.

## Werdegang

### Karrierestart in Schweden und Nationalmannschaftsdebüt
Ingesson spielte in der Jugend bei Ödeshögs IK in seinem Geburtsort. 1986 schloss er sich IFK Göteborg an. Unter Trainer Gunder Bengtsson kam er anfangs hauptsächlich als Einwechselspieler zum Einsatz. Daher verfolgte er die beiden Finalspiele des UEFA-Pokals 1987 gegen den schottischen Klub Dundee United, die die Mannschaft mit einem Gesamtscore von 2:1 gewann, von der Tribüne. Auch beim Gewinn der Meisterschaft in der Spielzeit 1987 war er an der Seite von Glenn Hysén, Thomas Wernersson, Roland Nilsson, Stig Fredriksson, Stefan Pettersson  und Lars Zetterlund lediglich Ergänzungsspieler.
In der folgenden Spielzeit etablierte sich Ingesson unter dem neuen Trainer Kjell Pettersson als Stammspieler. Auch im Europapokal der Landesmeister 1988/89 wusste er zu überzeugen und erreichte mit der Mannschaft das Viertelfinale, in dem sie an Steaua Bukarest scheiterte. Mit seinen Leistungen hatte er die Aufmerksamkeit des Nationaltrainers Olle Nordin auf sich gelenkt. Am 31. Mai 1989 debütierte er anlässlich eines Freundschaftsspiels gegen Algerien in der schwedischen Nationalmannschaft, als er in der 26. Spielminute für Robert Prytz eingewechselt wurde. Sieben Minuten später erzielte er seinen ersten Länderspieltreffer, dem er in der zweiten Halbzeit das Tor zum 2:0-Endstand folgen ließ. Während er auf Vereinsebene mit dem Klub als Tabellensiebter zum Saisonende einen internationalen Wettbewerb verpasst hatte, etablierte er sich in der Nationalelf und stand bei den entscheidenden Qualifikationsspielen zur Weltmeisterschaft 1990 auf dem Platz. Im folgenden Sommer gehörte er mit der Rückennummer 10 zum Kader beim Endrundenturnier und kam in allen drei Turnierspielen zum Einsatz, als die Auswahlmannschaft als Gruppenletzter ausschied.

### Zwischen Belgien, Niederlande, England und Italien – Jahre im Ausland
Im Anschluss an das Weltmeisterschaftsturnier verließ Ingesson Schweden und schloss sich dem belgischen Klub KV Mechelen an. An der Seite von Spielern wie René Eijkelkamp, Marc Wilmots, Bruno Versavel und Philippe Albert belegte er in der belgischen Meisterschaft mit seinem neuen Arbeitgeber den zweiten Tabellenplatz hinter dem RSC Anderlecht. Zudem zog er mit der Mannschaft ins Pokalfinale ein, das der FC Brügge mit 3:1 gewann. Auch im folgenden Jahr erreichte die Mannschaft das Pokalendspiel; dieses Mal setzte sich Royal Antwerpen im Elfmeterschießen durch. Im selben Jahr nahm er mit der Nationalmannschaft an der Europameisterschaft 1992 in Schweden teil. Bei der ersten Europameisterschaftsteilnahme der schwedischen Auswahl gehörte er zu den Leistungsträgern und holte mit der Mannschaft vor England, Frankreich und dem späteren Europameister Dänemark den Gruppensieg. Im Halbfinale, seinem vierten Turniereinsatz, schied er mit der Mannschaft gegen den damaligen Weltmeister Deutschland aus.
Nach einer weiteren Spielzeit beim KV Mechelen, die Ingesson mit dem Klub als Tabellendritter beendete, wechselte er in die Niederlande. Bei der PSV Eindhoven fasste er an der Seite von Peter Hoekstra, Erwin Koeman, Jan Wouters, Jan Heintze und Gheorghe Popescu nicht richtig Fuß. Dennoch hielt er sich in der Nationalmannschaft, mit der er an der Weltmeisterschaft 1994 teilnahm. Dort setzte ihn Nationaltrainer Tommy Svensson in allen sieben Endrundenpartien ein, als die Mannschaft erstmals seit der Weltmeisterschaftsendrunde 1958 wieder das Halbfinale erreichte. Im Viertelfinale hatte er dabei im Elfmeterschießen gegen Rumänien einen Strafstoß verwandelt. Nach dem Ausscheiden gegen Brasilien gewann er mit der Auswahl durch einen 4:0-Sieg im Spiel um den dritten Platz gegen Bulgarien die Bronzemedaille. Aufgrund des Erfolges wurde er mit der Mannschaft mit der Svenska-Dagbladet-Goldmedaille ausgezeichnet.
Bereits während des Turniers gab es erste Meldungen, Ingesson werde die PSV Eindhoven verlassen. Es dauerte jedoch bis Ende August, ehe der von Aad de Mos nicht mehr berücksichtigte Mittelfeldspieler beim englischen Klub Sheffield Wednesday unterkam. Seine Zeit in England blieb jedoch ähnlich erfolglos wie sein Aufenthalt in den Niederlanden. In der Mannschaft um Spieler wie Mark Bright, Des Walker, Peter Atherton, Dan Petrescu oder Chris Waddle konnte er sich nicht dauerhaft festsetzen.
Im November 1995 wechselte Ingesson nach vier Ligaeinsätzen zu Beginn der Premier-League-Spielzeit 1995/96 nach Italien. Mit der AS Bari spielte er um den Klassenerhalt in der Serie A. Zwar wurde sein Mitspieler Igor Protti Torschützenkönig der höchsten italienischen Spielklasse, dennoch belegte der Klub einen Abstiegsplatz. Ingesson blieb dem Klub in der Serie B treu und schaffte mit ihm als Tabellenvierter den direkten Wiederaufstieg. Die mit den Neuverpflichtungen Phil Masinga, Gianluca Zambrotta und Francesco Mancini verstärkte Mannschaft hielt als Tabellenelfter die Klasse. Als Profi in Italien lief er weiterhin für die Nationalmannschaft auf. Mit der Mannschaft hatte er jedoch nach der Qualifikation für die Europameisterschaft 1996 auch die Teilnahme an der Weltmeisterschaftsendrunde 1998 verpasst. Im Frühjahr 1998 kam er letztlich zu seinem letzten Länderspiel in einem WM-Vorbereitungsspiel gegen Spanien. Nach seinem 57. Länderspiel, das mit einer 0:4-Niederlage endete, trat er von der Nationalmannschaft ab.
Ingesson verließ im Sommer 1998 die AS Bari und zog zum Ligakonkurrenten FC Bologna weiter, bei dem er auf seine Landsmänner Kennet Andersson und Teddy Lučić traf. Als Stammspieler erreichte er mit dem Klub über den UEFA Intertoto Cup in die Hauptrunde des UEFA-Pokals 1998/99 ein. Dort erreichte er mit der Mannschaft nach Erfolgen über Sporting Lissabon, Slavia Prag, Betis Sevilla und Olympique Lyon das Halbfinale des Wettbewerbs. Gegen den französischen Vertreter Olympique Marseille schied er an der Seite von Giuseppe Signori, Giovanni Bia, Giancarlo Marocchi und Francesco Antonioli nach einem 0:0 in Frankreich und einem 1:1 auf heimischem Terrain aufgrund der Auswärtstorregel aus dem Wettbewerb aus. Als nach einem neunten Platz 1999 und einem elften Tabellenplatz in der folgenden Spielzeit der Wiedereinzug in den Europapokal verpasst worden war, kehrte er dem Klub den Rücken. Er unterschrieb einen Vertrag bei Olympique Marseille. In der französischen Ligue 1 konnte er sich nicht als Stammspieler etablieren und kehrte alsbald nach Italien zurück. Bei der US Lecce beendete er 2001 seine Karriere.

### Nach dem aktiven Sport
Nach seinem Karriereende kehrte Ingesson nach Schweden zurück. 2004 wirkte er kurzzeitig als Assistenztrainer bei IF Elfsborg. Im Mai 2009 gab er bekannt, an einer Myelomerkrankung zu leiden. Später kehrte er dennoch als Jugendtrainer zu IF Elfsborg zurück.
Am 30. September 2013 übernahm Ingesson, bis dahin U-19-Trainer, als Nachfolger des entlassenen Jörgen Lennartsson in der Rolle eines Managers nach englischem Vorbild die Cheftrainerposition bei IF Elfsborg. Im folgenden Mai führte er – wegen seiner Krebserkrankung im Rollstuhl sitzend – die Mannschaft  zum Gewinn des schwedischen Landespokals. Im Finale wurde als Ligakonkurrent Helsingborgs IF durch ein Tor von Lars Nilsson mit 1:0 besiegt. Dennoch war seine Zeit an der Außenlinie von der Krebserkrankung geprägt; Mitte Oktober 2014 kündigte er seinen Abschied von IFE zum Saisonende an.
In der Nacht auf den 29. Oktober 2014 starb Ingesson, der seine Frau und zwei gemeinsame Kinder hinterließ, an den Folgen der 2009 diagnostizierten Krebserkrankung.